# سيث رولاند
سيث رولاند (بالإنجليزية: Seth Roland)‏ (1 يناير 1957 في الولايات المتحدة - ) هو مدرب كرة قدم ولاعب كرة قدم أمريكي في مركز الوسط.

## وصلات خارجية
- سيث رولاند على موقع قاعدة بيانات كرة القدم.إي يو (الإنجليزية)